# William Faulkes

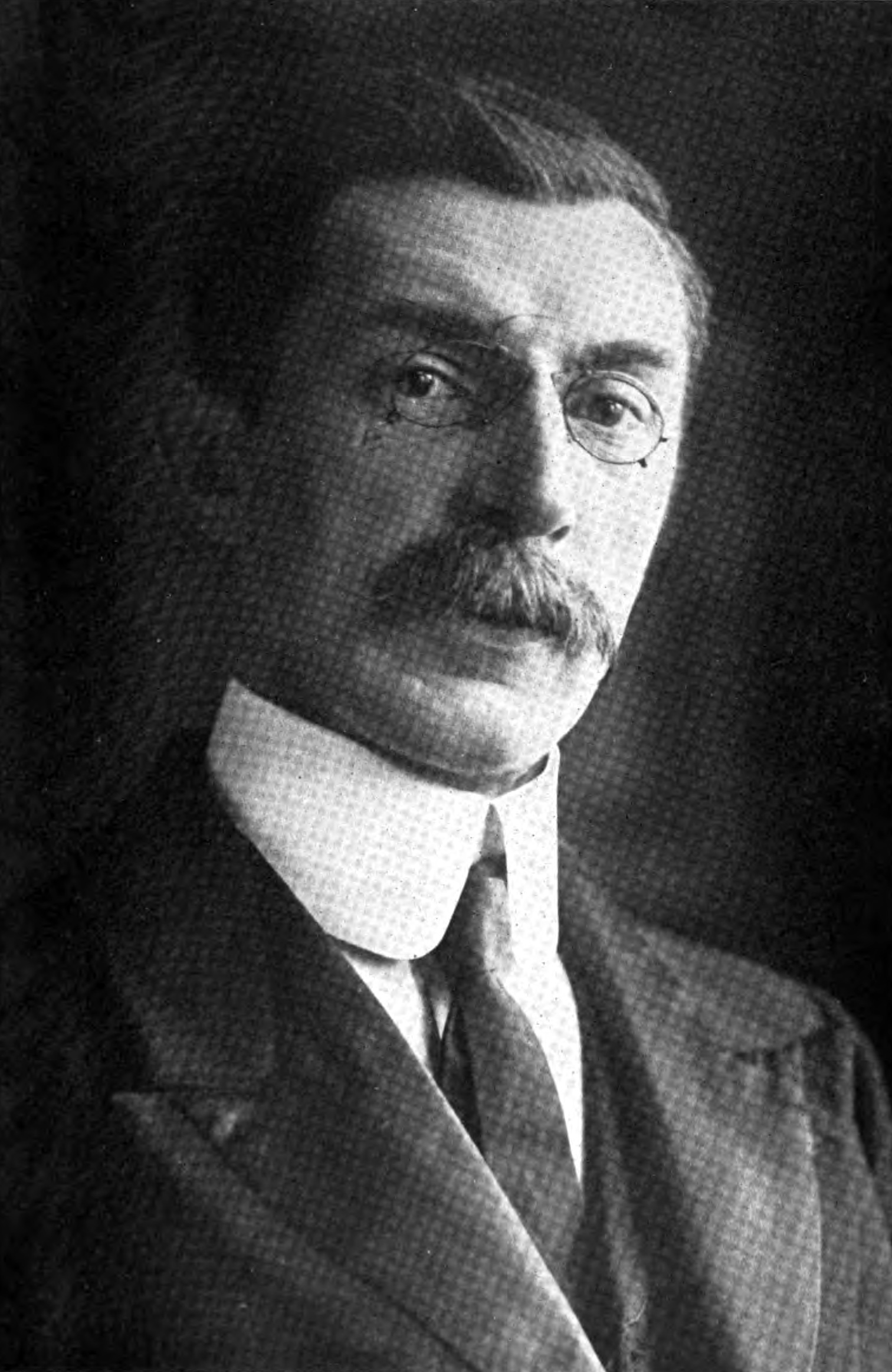
William Faulkes

George William Henry Faulkes (* 4. November 1863 in Liverpool; † 25. Januar 1933 ebenda) war ein englischer Organist, Pianist und Komponist.

## Leben

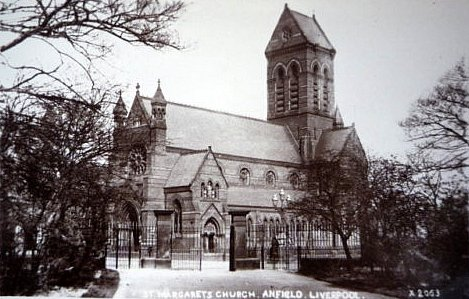
St. Margaret’s Church Anfield in Liverpool, Postkarte von 1910

Faulkes erhielt seine erste musikalische Ausbildung von seiner Schwester und ab dem Alter von zehn Jahren als Chorsänger an der St. Margaret’s Church in Anfield, Liverpool. Er war Orgel- und Theorieschüler des Chorleiters Henry Ditton-Newman und erhielt weiteren Unterricht bei dem Liverpooler Organisten und Komponisten William Dawson. Von 1882 bis 1886 war Faulkes Organist an der Church of Saint John the Baptist in Liverpool. Ab 1886 war er Organist und Chorleiter an der St. Margaret’s Church in Anfield und ab 1908 Dirigent der Anfield Orchestral Society. Als Komponist stand Faulkes im Austausch mit dem Organisten und Komponisten William Thomas Best, der einen wichtigen Einfluss auf ihn hatte. Neben seiner Arbeit als Komponist, Organist und Chorleiter trat Faulkes auch gelegentlich bei Klavierkonzerten auf.

## Werke
Zu seinen Kompositionen zählen neben über 400 Orgelwerken und 50 Liedern u. a. ein Klavierkonzert in c-Moll (1891), ein Violinkonzert in a-Moll (1892), sowie mehrere Klavier- und zahlreiche Kammermusikwerke für verschiedene Besetzungen.